# Tylecodon occultans
Tylecodon occultans är en fetbladsväxtart som först beskrevs av H. Tölken, och fick sitt nu gällande namn av H. Tölken. Tylecodon occultans ingår i släktet Tylecodon och familjen fetbladsväxter. Inga underarter finns listade i Catalogue of Life.